# Penelope Mortimer
Penelope Ruth Mortimer (de soltera Fletcher, 19 de septiembre de 1918 – 19 de octubre de 1999) fue una periodista, biógrafa y novelista inglesa nacida en Gales. Su novela semiautobiográfica El devorador de calabaza (1962) se adaptó en una película de 1964 por la que Anne Bancroft fue nominada para el Oscar a la mejor actriz por su papel de Jo Armitage, un personaje basado en la propia Mortimer.

## Vida personal
Mortimer nació en Rhyl, Flintshire (ahora Denbighshire), Gales, la hija menor de Amy Caroline Fletcher y el reverendo A. F. G. Fletcher, un clérigo anglicano, que había perdido su fe y usaba la revista parroquial para celebrar la persecución soviética de la iglesia rusa. Abusó sexualmente de ella.
Mortimer escribió más tarde sobre su padre: "Creo que se hizo clérigo por una sola razón; no había nada más -como el segundo hijo de Nellie Fletcher- que pudiera haber sido. De pequeño, intimidado y burlado por seis hermanas y cuatro hermanos, se sentó bajo la mesa de la guardería cantando:'Mamá, papá, todos los niños son desagradables excepto yo', al son de Gentle Jesus"
Su padre cambiaba frecuentemente de parroquia y ella asistió a numerosas escuelas. Fue educada en todo el país, en la Croydon High School, la New School, Streatham, Blencathra, Rhyl, Garden School, Lane End, St Elphin's School for Daughters of the Clergy, y la Central Educational Bureau for Women. Dejó el University College, Londres, después de un año.
Se casó con Charles Dimont, periodista, en 1937 y tuvieron dos hijas, entre ellas la actriz Caroline Mortimer. También tuvo dos hijas de relaciones extramatrimoniales con Kenneth Harrison y Randall Swingler. Conoció al abogado y escritor John Mortimer cuando estaba embarazada del último hijo y se casó con él en 1949, el día en que su divorcio de Dimont se hizo firme. Junto tuvieron una hija y un hijo, Jeremy Mortimer. Su relación, que al principio fue muy feliz, pronto se volvió tormentosa.
En los años 50 y 60, la pareja fue fotografiada con frecuencia en eventos de la alta sociedad londinense Sin embargo, detrás de esta fachada, Penélope tuvo frecuentes episodios de depresión. En 1962, el mismo año en que se escribió The Pumpkin Eater, aceptó un aborto y una esterilización a instancias de John Mortimer. Se dice que estaba contenta con la decisión, pero durante su convalecencia, descubrió el romance de su marido con Wendy Craig, por quien tuvo un hijo. Se divorciaron en 1971.

## Escritos
Mortimer escribió más de una docena de novelas durante su carrera, centrándose en la vida de la clase media alta en la sociedad británica. Tenía una novela, Johanna, publicada bajo el nombre de Penélope Dimont. A continuación, como Penelope Mortimer escribió Una villa en verano (1954), que recibió elogios de la crítica. Le siguieron más novelas, entre ellas Daddy's Gone A-Hunting (1958) y The Pumpkin Eater (1962), que trataba de un matrimonio problemático y tuvo éxito como película estrenada en 1964 con Anne Bancroft como protagonista.
Mortimer también trabajó como periodista independiente, su trabajo aparece regularmente en The New Yorker. Como columnista del Daily Mail, escribió bajo el seudónimo de Ann Temple. A finales de la década de 1960, reemplazó a Penelope Gilliatt como crítica de cine para The Observer.
Mortimer continuó en el periodismo, principalmente para The Sunday Times, y también escribió guiones. Macmillan le encomendó una biografía de la Reina Elizabeth, que tituló Reina Elizabeth: The Queen Mother, pero al terminarla fue rechazada, y acabó siendo publicada por Viking en 1986. Su exagente Giles Gordon, en su obituario de ella en The Guardian, lo llamó "la biografía más aguda de una miembro de la casa real desde que Lytton Strachey murió". Penélope había planteado el tema como el de alguien que vive cara al público, cuya vida podría ser grabada como si fuera un ser humano normal".
Mortimer escribió dos volúmenes de su autobiografía: About Time: An Aspect of Autobiography, que abarca su vida hasta 1939, apareció en 1979 y ganó el Premio Whitbread, y About Time Too: 1940-1978 en 1993. Un tercer volumen, Closing Time, permanece inédito.

## Muerte
Penelope Mortimer murió de cáncer en Kensington, Londres, a los 81 años.

### Novelas
- Johanna (1947, como Penelope Dimont)
- A Villa in Summer (1954)
- The Bright Prison (1956)
- Papá se ha ido de caza (1958)
- El devorador de calabazas (1962)
- My Friend Says It's Bulletproof (1968)
- The Home (1971)
- Long Distance (1974)
- The Handyman (1983)

### Colecciones de cuentos
- Saturday Lunch with the Brownings (1977)
- Humphrey's Mother

### Autobiografías
- About Time: An Aspect of Autobiography (1979)
- About Time Too: 1940–78 (1993)

### Biografía
- Queen Elizabeth the Queen Mother (1986), edición revisada en 1995 subtitulada An Alternative Portrait Of Her Life And Times

### Libros de viajes
- With Love and Lizards (coescrito con John Mortimer, 1957)

### Guiones
- Portrait of a Marriage (BBC, 1990), adaptación de  Portrait of a Marriage de Nigel Nicolson
- Bunny Lake Is Missing[7]